# Macruropyxis
Macruropyxis är ett släkte av svampar. Macruropyxis ingår i familjen Uropyxidaceae, ordningen Pucciniales, klassen Pucciniomycetes, divisionen basidiesvampar och riket svampar.
|              | Prospodium                             |
|              |                                        |
|              | Sorataea                               |
|              |                                        |
|              | Tranzschelia                           |
|              |                                        |
|              | Dasyspora                              |
|              |                                        |
|              | Uropyxis                               |
|              |                                        |
|              | Ochropsora                             |
|              |                                        |
|              | Porotenus                              |
|              |                                        |
|              | Kimuromyces                            |
|              |                                        |
|              | Mimema                                 |
|              |                                        |
|              | Phragmopyxis                           |
|              |                                        |
|              | Dipyxis                                |
|              |                                        |
|              | Didymopsorella                         |
|              |                                        |
|              | Leucotelium                            |
|              |                                        |
|              | Poliomopsis                            |
|              |                                        |
| Macruropyxis | \| \| Macruropyxis fraxini \| \| \| \| |
|              | \| \| Macruropyxis fraxini \| \| \| \| |
|              | Macruropyxis fraxini                   |
|              |                                        |

|  | Macruropyxis fraxini |
|  |                      |